# Проєкт Seal
Проєкт «Seal» (з англ. — тюлень) — проєкт надпотужної зброї, що діє за принципом штучно викликаного цунамі, започаткований у співпраці між Новою Зеландією і США в роки Другої світової війни.

## Історія
Ідея проєкту зародилася 1943 року в американського офіцера Е. А. Гіббсона. Спостерігаючи за роботою інженерних відділень, які використовували для проведення підводних робіт вибухові заряди, він зазначив, що при цьому утворюються досить сильні хвилі. Офіцер припустив, що підірвавши під водою потужний заряд певної конфігурації, можна створити гігантську руйнівну хвилю, співвимірну за ефективністю з природним цунамі.
ВМФ США зацікавився ідеєю, розглядаючи її як, свого роду, альтернативу атомному проєкту. Крім того, проєкт отримав підтримку уряду Нової Зеландії, який надав випробувальний полігон для підводних робіт.

## Експерименти
У 1944—1945 роках під керівництвом професора Томаса Ліча з Оклендського університету проведено серію експериментів із підводними вибухами, що мали на меті вивчення процесу хвилеутворення. Досліди проводилися на узбережжі Нової Каледонії. За сім місяців програми було проведено понад 3700 підводних вибухів. Низка джерел стверджують, що під час експерименту вдалося створити 10-метрову хвилю цунамі, тоді як інші стверджують, що експерименти були лише частково успішними. У будь-якому випадку ВМФ США і міністерство оборони Нової Зеландії визнали проєкт досить перспективним, щоб рухатися далі.

### Цунамі-бомба
На підставі експериментів підготовлено проєкт «великої» зброї, здатної створити дійсно руйнівну хвилю. Цунамі-бомба, за розрахунками експериментаторів, мала складатися з 2 мільйонів окремих зарядів вибухівки. Сполучені кабелем заряди слід покласти на морському дні в лінію на відстані близько 8 кілометрів від берега і підірвати одночасно.
Розрахунки показували, що отримана хвиля цунамі потенційно буде близькою до найпотужніших природних хвиль.
Очевидно, що цунамі-бомба була не стільки зброя, скільки інженерна споруда. Розгортання її було можливим лише при повному домінуванні на морі, вимагало значного часу і величезної кількості ресурсів. Хоча потенційно штучне цунамі могло бути навіть більш руйнівним, ніж перші атомні бомби, було абсолютно очевидно, що в плані логістики і можливості польового розгортання ядерна зброя незаперечно більш вигідна. Крім того, цунамі-бомба могла бути застосованою тільки проти берегових цілей.
Новозеландський дослідник Рей Вару передбачає, що потенційно така зброя могла бути використаною для ефективного придушення берегової оборони та знищення прибережних укріплень Японії на широкому плацдармі перед висадкою союзних військ.

## Повоєнні дослідження
Офіційно проєкт «Seal» розсекречено тільки 1999 року. Але ще 1968 року відділ морських досліджень ВМФ США, перерахувавши дані щодо динаміки, висловив сумнів у можливості створення штучного цунамі навіть вибухом атомних зарядів. Разом з тим, 1999 року університет Вайкайто провів власну дослідницьку програму, розрахувавши, що принаймні потенційно зброя була працездатною.